# منتخب جنوب إفريقيا لهوكي الحقل للسيدات
منتخب جنوب أفريقيا الوطني لهوكي الحقل للسيدات (بالإنجليزية: South Africa women's national field hockey team)‏ هو ممثل جنوب أفريقيا الرسمي في المنافسات الدولية في هوكي الحقل للسيدات.